# Hispanodorcas
L'ispanodorcade (gen. Hispanodorcas) è un mammifero artiodattilo estinto, appartenente ai bovidi. Visse tra il Miocene superiore e il Pliocene inferiore (circa 8 - 6 milioni di anni fa) e i suoi resti fossili sono stati ritrovati in Europa e in Asia.

## Descrizione
Questo animale era molto simile a un'attuale gazzella, e il suo peso doveva aggirarsi sui 10 - 15 chilogrammi. Le zampe, come le forme attuali, erano molto allungate. Il cranio era dotato di corna spiralate, con una leggera torsione inversa e, nella specie tipo H. torrubiae, con un solco laterale longitudinale che raggiungeva il peduncolo del corno. La specie H. orientalis era di dimensioni leggermente minori e dotata di corna più compresse lateralmente, leggermente più spiralate e più ricurve all'indietro (Bouvrain e De Bonis, 1988). La specie H. heintzi, invece, sviluppò inoltre una carena anteriore e, in alcuni casi, una carena posteriore (Alcalà e Morales, 2006).

## Classificazione
Hispanodorcas venne descritta per la prima volta nel 1982, sulla base di fossili ritrovati in Spagna in terreni del Miocene superiore. La specie tipo è H. torrubiae; altre specie sono state ritrovate in Grecia in terreni tardo miocenici (H. orientalis) e in Spagna in terreni del Pliocene inferiore (H. heintzi). Altri fossili attribuiti a H. torrubiae sono noti in Pakistan. 
Hispanodorcas è un bovide dall'incerta collocazione sistematica. Alcune caratteristiche ricordano i caprini, altre invece gli ovibovini (benché le dimensioni siano di molto inferiori a quelle dei membri di quest'ultimo gruppo). Probabilmente Hispanodorcas fa parte di una radiazione evolutiva di piccoli bovidi del tardo Miocene di cui fa parte anche Oioceros.